# غرض شعري
الغرض الشعري في اللغة العربية هو الغرض من القصيدة الشعرية أو القصيدة النثرية لأن الغرض دائماً من أي شيء هو الهدف والقصد والحاجة من هذا الشيء، ولكل نص شعري أو نص نثري دائماً غرض يسمي بالغرض الشعري

## أنواع الأغراض الشعرية في اللغة العربية
هناك الكثير من الأغراض الشعرية في اللغة العربية لا حصر لها من أهمها:
1. الغزل بنوعيه الإثنين الصريح والعفيف.
2. المدح.
3. الهجاء.
4. الرثاء.
5. الفخر والحماسة.
6. الوصف.
7. الاعتذار.
8. الحكمة.
9. النصح والإرشاد
10. السياسة
11. اللهو
12. الطبيعة
13. الزهد